# Balatonarács
Balatonarács (Arács) a mai Balatonfüredbe 1954-ben beolvasztott ősi magyar település. Története, különös tekintettel az ottani birtokok tulajdonviszonyaira, viszonylag bőséges okleveles forrásanyagból ismerhető meg.

## Fekvése
Balatonfüred történelmi városmagja és Csopak központja között alakult ki, előbbihez közelebb, mára az egykor különálló két városrész gyakorlatilag teljesen összenőtt. Végighúzódik rajta északkelet-délnyugati irányban a balatoni „Római út”, amely Csopaktól idáig ma országos közútként a 7221-es számozást viseli, Lóczy Lajos utca néven; innen tovább Füred felé Arácsi út néven húzódik, önkormányzati útként. A 7221-es számozást és Lóczy Lajos nevét a 71-es főút felé levezető útszakasz viszi tovább, összekötve Arácsot (amelynek fürdőtelepe a történelmi múltban, Füreddel ellentétben nem igazán alakult ki) a tóparthoz közelebb fekvő városrészekkel.

## Nevének etimológiája
Arács helység neve valószínűleg szláv eredetű személynévből keletkezett magyar névadással; más elképzelések szerint a magyarba a szláv orači (szántással szolgálók, szántók) megnevezése került át.

## Története a középkorban
Arács igen korai magyar település lehetett, mivel a mai Morvai József utca 10. szám alatt honfoglalás kori sírokat találtak.
Egy 1118-as oklevél szerint II. István király (1116–1131) 10 arácsi háznépet átadott az apátságnak, akiket még a 11. század derekán Béla herceg adományozott a tihanyi bencéseknek, testvére, I. András király lelki üdvéért, de Kálmán király idejében a királyi udvarnokok önkényesen visszavettek. A tihanyi apátság javainak 1211-es, II. András-féle összeírása részletesen felsorolta a bencések Arács falubéli népeit.
II. András a szentföldi keresztes hadjáratára magával vitte a veszprémi székesegyházból Gizella királyné aranykoronáját és más értékeket, és mivel ezeket értékesítette, hazatérve kárpótolnia kellett a veszprémi egyházat. Egy utólag 1222-re keltezett, tehát hamisított oklevél szerint – amely azonban legkésőbb 1267-ben már létezett – ezt több Somogy, Veszprém és Zala vármegyei birtokrész adományázásával tette meg, köztük hét háznéppel Arácson. A valós adomány azonban – amelyekről két valódi oklevél tanúskodik 1217-ből és 1222-ből – ennél jóval kisebb volt, és Arács sem szerepelt bennük.
A hamis adománnyal elvesztett földeket csak évtizedekkel később sikerült visszanyernie az apátságnak, miután 1337. március 22-én Tamás tihanyi apát (1314–1340) peregyezségre jutott a veszprémi káptalannal, amely visszaszolgáltatta a hamis adományként kapott birtokrészeket, beleértve Arácsot. Cserébe a bencések Veszprém vármegyei részbirtokokat engedtek át a káptalannak. Ezután a veszprémi káptalannak már nem voltak Arácson birtokai, 1360-ban azonban újra visszafoglalták a falut.
Világi birtokosokról az 1240-es évektől fogva vannak ismereteink Arácson. A Nyír nemzetséghez tartozó Felicián és András 1243-ban teljes arácsi birtokukat eladták a tihanyi apátságnak. Egy évvel később Benedek bélai ispán kölcsön fejében egy évre átadta a bencéseknek arácsi birtokainak majdnem teljes hányadát, és mivel a kölcsönt nem tudta visszafizetni, újabb összegért cserébe 1245-ben örökre átengedte azt a tihanyi apátnak. 1354-ben I. Lajos király Veszprémi Tamás fia Damjánnak adományozott négy kúriatelket, amiket csak perrel tudott megvédeni az apátsággal szemben, de a négy közül egyet így is átengedett nekik a saját lelki üdvéért. A következő apát megpróbálta megszerezni a maradék három telket is, sikertelenül.
1368-ban I. Lajos király arácsi birtokokat ajándékozott híveinek, azonban a tihanyi apát ez ellen is felszólalt. A fennmaradt okiratokból jól követhetőn további hosszas pereskedés következett a király által megadományozottak és a mindenkori tihanyi apát között, amit 1373 októberében a két fél közötti, Koppenbachi Vilmos pécsi püspök (1361–1374), titkos kancellár előtt kötött megegyezés zárt le.
A pereskedések azonban kis szünet után tovább folytatódtak az apátság és a világi nemesek között, évtizedeken keresztül. Ezért 1410-ben Rozgonyi Simon országbíró (1409–1414) közreműködésével újra megosztották Arácsot a bencések és a nemesek – Hidegkúti Bereck és Ajkai Miklós fia László – között. Huszonegy telket mértek ki, egy olyan kötéllel, ami tizennyolcszor foglalta magában az arácsi templomajtó szélességét, vagyis körülbelül 18 öl hosszú volt. A nemeseknek hat telket mértek ki, körülbelül fél magyar hold területtel. A szántóföldekből 83 hold jutott az apátságnak, ezenfelül kapott az apátság 52 (hold?) szőlőt, a füred-arácsi nagy út mentén. A folyóvizet a nemesek és az apátság közös használatában hagyták, valamint azt az utat is, ami határul szolgált a két fél telkei közt, s a közös vízhez vezetett. A megosztást megörökítő oklevél 1411. július 18-án kelt.
A tihanyi bencések és az arácsi nemesek ellenségeskedésének egy erőszakos epizódját rögzítette Garai Miklós nádor 1416. március 2-án Budán kelt oklevele. Ebből arról értesülünk, hogy amikor 1400. november 2-án György tihanyi apát emberei – Dénes és István – a királyi kúriába tartottak, Székesfehérvár mellett, a Kőmál nevű hegynél Péter deák, Szőlősi Miklós fia János és Arácsi – korábban hidegkúti előnévvel szerepelt – Farkas fia Bereck s mások megtámadták őket, és elvették négy oklevelüket, amelyek egy gamási (Somogy vármegye) perre vonatkoztak.
A birtokviták később sem szűntek meg, sőt újabb bonyodalmak támadtak. Egy 1448-as csereszerződés révén a fehérvári káptalan is telekhez jutott Arácson. A két egyházi testület ugyanazon faluban való birtoklása azonban hasonló súrlódásokhoz vezetett, mint a bencések és az arácsi nemesek vitái. Erről Mátyás király egy 1458. július 24-én Budáról a fehérvári káptalanhoz intézett oklevele tanúskodik.

## Népességének alakulása a 20. század első felében
| év   | lélekszám |
| ---- | --------- |
| 1920 | 742       |
| 1930 | 888       |
| 1941 | 962       |

## Nevezetességei
- Az arácsi templom első említése 1373-ból való, a 15. században temető vette körül. Feltehetően ebből a középkori templomból alakították ki 1785-ben a mai római katolikus templomot,[13] amelyben jelentős szerepet vállalt Eszterházy Károly egri püspök, a falu földesura.[14] Visolyi Lázár feljegyzései szerint ugyanakkor – aki 1801 és 1804 között az arácsi református gyülekezet lelkésze volt – az 1700 és 1702 között felépített, de 1754-ben a reformátusoktól elvett templom helyén építették fel a mai római katolikus templomot.[15]
- Református temploma 1784-től 1786-ig épült késő barokk stílusban, torony és harang nélkül a királyi rendelet szerint. Később építettek egy fából készült harangtornyot a templom elé, de maga a templom csak az 1920-as években kapott tornyot és harangot. Utóbbit Sopronban öntötték, s 1931-ben cserélni kellett, mert az első megrepedt, de a második harang is ugyanabban a műhelyben készült.[16][17]
- Az egykori Széchényi-kastélyt Széchényi Ferenc, Széchenyi István édesapja építtette, 1782-ben. Később eladták, 1871-től pedig szeretetház működött benne. Ez idő alatt építették meg előbb a keleti (1873), majd a nyugati (1897) szárnyát. A szeretetház 1933-ban megszűnt, 1935-től szőlészeti és borászati iskola működik az épületben,[18] amely 1982-ben felvette az építtető Széchényi Ferenc nevét.[19] 2012-től a Szent Benedek Általános Iskola, Középiskola, Alapfokú Művészeti Iskola és Kollégium balatonfüredi tagintézményeként működik.[20]
- Idősebb Lóczy Lajos sírja az arácsi régi temetőben található. Permi vörös homokkőből készült 1922-ben, Csillag István szobrász munkája.[21]

- Református templom
- Egykori Széchényi-kastély
- Lóczy Lajos sírja